# Leuctra joosti
Leuctra joosti är en bäcksländeart som beskrevs av Braasch 1970. Leuctra joosti ingår i släktet Leuctra och familjen smalbäcksländor. Inga underarter finns listade i Catalogue of Life.